# Plutoide
Plutoides (AO 1945: plutóides) são corpos celestes em órbita em torno do Sol a uma distância maior que a de Netuno, que possuem massa suficiente para adotar uma forma em equilíbrio hidrostático (isto é, uma forma próxima à esférica) e que não limparam a vizinhança em torno de sua órbita. Em junho de 2008, havia apenas dois plutoides conhecidos e nomeados, Plutão e Éris. Em julho daquele ano, a União Astronômica Internacional (UAI) acrescentou à lista o plutoide Makemake e em setembro, Haumea. Espera-se que outros plutoides venham a ser designados à medida que a ciência avance e novas descobertas sejam feitas.
Assim, qualquer corpo celeste que seja ao mesmo tempo um planeta anão e um corpo transnetuniano é considerado um plutoide.
O planeta anão Ceres não é um plutoide, pois encontra-se no cinturão de asteróides entre Marte e Júpiter. O atual conhecimento científico parece indicar que Ceres é o único corpo celeste de seu tipo, razão pela qual a UAI no momento não propõe criar uma categoria separada de planetas anões semelhantes a Ceres.

## História
Em 24 de agosto de 2006, a UAI decidiu reclassificar Plutão como um planeta anão, ao definir que um planeta é um corpo que limpa a vizinhança em torno de sua órbita.
A assembleia geral da UAI decidiu ainda considerar Plutão o protótipo de uma nova categoria de transnetunianos, que levaria o nome de "Pluton". O termo foi rejeitado devido a ser uma nomenclatura usada por geólogos e por várias línguas europeias para o planeta Plutão.
Em 11 de junho de 2008, a UAI anunciou haver decidido que os corpos semelhantes a Plutão no sistema solar receberiam o nome "plutoide". Em julho de 2008, a organização decidiu reconhecer o corpo transnetuniano 2005 FY9 como plutoide (e planeta anão) e dar-lhe o nome Makemake, uma referência ao deus polinésio da fertilidade e criador da humanidade.